# Ostrów (powiat kraśnicki)
Ostrów – wieś w Polsce położona w województwie lubelskim, w powiecie kraśnickim, w gminie Wilkołaz.
Do 1870 istniała gmina Ostrów.
W latach 1975–1998 miejscowość należała administracyjnie do województwa lubelskiego.
Wieś stanowi sołectwo gminy Wilkołaz. Według Narodowego Spisu Powszechnego (III 2011 r.) wieś liczyła 791 mieszkańców.

## Historia
Ostrów w wieku XIX opisano jako wieś z folwarkiem nad rzeką Urzędówką w powiecie janowskim, gminie Urzędów, parafii Popkowice, odległy 10 wiorst od Kraśnika a 35 wiorst od Lublina. Wieś ta poprzednio należała do przyległych dóbr Popkowice i w księgach hipotecznych dotąd (1886) nosi nazwę Popkowice-Ostrów.
W roku 1886 było tu 38 domów, 448 mieszkańców wyznania rzymskokatolickiego i 19 żydów. W 1827 r. było tu 26 domów, 200 mieszkańców. Włościanie posiadali 570 mórg gruntów ornych. Dobra Ostrów wraz z folwarkiem Mazurów mają wówczas obszaru 1129 mórg.
Główny folwark Ostrów posiada gruntów ornych 437 mórg, ogrodów 8 mórg, łąk 35 mórg, pastwisk 14 mórg, wód i nieużytków 10 mórg. Folwark Mazurów założony przez ojca dzisiejszego właściciela - Mazurkiewicza, ma gruntów ornych 321 mórg, pastwisk 2 mórg, oraz lasu 289 mórg Lasy sosnowe. Grunta ciężkie gliniaste, lecz urodzajne.
Do dóbr Ostrów dawniej należała wieś Ewunin, obecnie uwłaszczona.
Ostrów (jak podaje Słownik geograficzny Królestwa Polskiego) to starożytna osada, którą jeszcze Bolesław Wstydliwy nadał klasztorowi franciszkanów w Zawichoście. W XV w. należała do parafii Borów. Było tu 9 łanów kmiecych, płacących po fertonie czynszu i dających po 30 jaj, 2 koguty, 4 korce owsa i 3 żyta z łanu. Dziesięcinę, wartości do 10 grzywien, dają scholasterii sandomierskiej. Była tu karczma z rolą i młyn ze stawem. Wieś graniczyła z Pstrągami, Borowem, Kosincm i Zawichostom (Długosz L.B. t.III, s.314). Trzy pierwsze wsie wraz z Ostrowem stanowiły w XVI w. jedną całość dóbr (Pawiński, Małop. 370). Dobra te wraz z Popkowicami i Skorczycami w XVI w. należały do rodu Bystramów, z których ostatni podarował całą fortunę swoją Mikołajowi Rejowi z Nagłowic, poecie, który podług tradycji posiadał wśród obszernych lasów, wśród których folwark Ostrów został założony, myśliwski dwór, gdyż jak opowiada Trzecieski „rad zabawiał się myślistwem“.
W końcu XVIII wieku Ostrów został oddzielony od dóbr Popkowice, należał wówczas do Smoczyńskich. Od sukcesorów Ewy Smoczyńskiej, która założyła wieś Ewunin, nabył w 1820 roku Andrzej Mazurkiewicz. Dwór w Ostrowie posiadł piękny ogród owocowy, ozdobiony sadzawkami, urządzonymi na przepływającej od Wilkołaza rzeczce Urzędówce. Budowli dworskich było wówczas: murowanych 1, drewnianych 37, ubezpieczonych od ognia na sumę rubli srebrnych 72 850. W majątku młyn wodny i cegielnia. Od dóbr Ostrów oddzielono w 1878 roku las Niwką zwany mający włók 7, oraz las za Ewuninem, zwany Zamajdanie, włók 4. Części te odsprzedano drobnym właścicielom.